# Königsberger Express
Il Königsberger Express - Nachrichten aus Kaliningrad è l'unico quotidiano di lingua tedesca della Russia ed esce nell'Oblast' di Kaliningrad exclave della Russia tra Polonia e Lituania, già parte della Germania fino al 1945. Il quotidiano è stato aperto dopo la caduta dell'Unione Sovietica ed è letto da molti tedeschi autoctoni dell'Oblast' di Kaliningrad (8.340 persone su quasi 1.000.000 di abitanti).
Il quotidiano è pubblicato dalla Rautenberg Media & Print Verlag KG con sede a Troisdorf nella Renania Settentrionale-Vestfalia (Germania).